# بولتون واندررز
بولتون واندررز (بالإنجليزية: Bolton Wanderers)‏ هو نادي كرة قدم من بولتون، إنجلترا. يلعب حاليًا في الدوري الإنجليزي الدرجة الأولى. شارك أول مرة في البطولات الأوروبية عام 2005، في كأس الاتحاد الأوروبي، وقد خرج من دور الـ 32 بعدما خسر أمام نادي مارسيليا. تأسس الفريق عام 1874 تحت مسمى "Christ Church FC"، ثم "Burnden Park"، وانتقل إلى ملعب ريبوك عام 1997.

## أبرز إنجازات الفريق
- كأس إنجلترا: 1923، 1926، 1929، 1958
- الدرع الخيري الإنجليزي: 1958
- كأس شيربا فان: 1989
- كأس لانكشاير: 1886، 1891، 1912، 1922، 1925، 1927، 1932، 1934، 1948، 1988، 1990.

## وصلات خارجية
- الموقع الرسمي